# Беријев А-50
Бериев А-50 (НАТО шифра "Mainstay") је совјетски, или руски авион за рано упозоравање АВАКС (AWACS) заснован на трупу тешког транспортног авиона Иљушин Ил-76. Развијен је као замена за авионе Тупољев Ту-126 „Мосс“ и први пут је полетео 1978. У службу је уведен 1984.

## Пројектовање и развој
Конструкторски биро (ОКБ Беријев) на челу са А.К. Константиновим (у фабрици Беријев ) је 1973. године добио задатак да пројектује авион А-50 који је требао да замени застарели Тупољев Ту-126. 
Иако је пројект авиона био заснован на модификацији авиона Ил-76 који се у то време увелико тестирао, било је потребно извршити велики број прилагођавања како би се овај авион привео новој специфичној намени. За то је било потребно 5 година пројектантског и прототипског рада уз координацију са осталим испоручиоцима остале опреме. Први прототип А-50 полетео је 19. децембра 1978. године а лет је обављен без радарског система. Државна испитивања радарски опремљеног А-50 почела су 16. августа 1979. Серијска производња авиона почела је у децембру 1984. и трајала је до 1992. Пробне операције А-50 су започете 1985. и настављене су наредне четири године. Авиони су званично ушли у употребу 1989. године.

## Технички опис
Технички опис је направљен на основу извора
Труп је потпуно металне конструкције, висококрилац носивости од 50 до 60 тона. На репном делу се налазе врата са рампом  а пртљажни простор је ширине 3,45 а висине 3,4 m, док је дужина пртљажног простора 24,5 m. У овај простор је смештена комплетна електронска опрема и посада која броји 15 особа. Простор за одмор посаде, тоалет и кухиња су такође укључени у труп с обзиром да посада може на лету да проведе и више сати. Изнад трупа се налази купола осматрачког радара Лиана са својом ротирајућом антеном пречника 9 метара. Домет детекције је 650 километара за ваздушне циљеве, 300 километара за копнене циљеве и 400 km за објекте на мору. Труп има уређај за напајање горивом у лету.
Погонска група се састоји од четири млазна мотора Соловјев Д-30КП/ПС-90А-76 потиска 118/146 kN који су постављени на гондолама испод крила. Мотори су опремљени уређајима за контра потисак (реверзибилни залистак-кашика) који се користе при кочењу авиона на писти.
Крило се састоји од средишњег дела и два конзолна дела крила, два полу-крила. По облику крило је стреласто, трапезастог облика са две рамењаче, попуно металне израде и основне (носеће) конструкције и облоге. Испод крила се налазе гондоле за смештај мотора. Крила су опремљена закрилацима који се налазе дуж целог распона крила, спојлерима и елеронима. 
Репне површине састоје се од хоризонталног и вертикалног стабилизатора. Реп авиона је у облику слова Т. Хоризонтална репна површина је подесива у лету и састоји се од стабилизатора и кормила дубине. Вертикални реп се састоји од вертикалног стабилизатора и кормила правца. На кормилу правца је уграђен тример-серво компензатор.
Авион има стајни трап система трицикл, предња носна нога има четири точка са гумама ниског притиска а задње ноге које представљају и основне, се налазе испод трупа авиона и свака има по 8 точкова са нископритисним гумама. Авион има укупно 20 точкова који му омогућавају безбедно слетање и на лоше припремљеним пистама.
Радар "Вега-М" је пројектовао МНИИП, Москва, а произвео НПО Вега. „Вега-М” може истовремено да прати до 150 циљева у радијусу од 230 километара.

## Верзије
- А-50 - Прва серијска варијанта.
- А-50И -	Заједничка руско-израелска модификација А-50, намењена Ваздухопловству НР Кине. Да би се то постигло, један од серијских А-50 је претворен у ТАНТК, уз накнадну реконструкцију РТК-а у Израелу. Из разних разлога пројекат није реализован, а летелица без РТК је предата Кини, где је самостално завршена. Добио ознаку КЈ-2000.
- А-50ЕИ - Извозна верзија АК АВАЦС за индијско ваздухопловство. Изграђен је опремањем авиона Ил-76ТД, на који су уграђени мотори ПС-90А-76 и РТК са мултифункционалним пулсно-доплеровим радаром ЕЛ/В-2090 израелске компаније Елта.
- А-50У - најновија варијанта авиона А-50. Инсталиран је нови радио-технички комплекс са побољшаним параметрима.

## Оперативно коришћење
Главни (AWACS) радарски систем А-50У ваздушни радарски систем упозорења и навођења је Шмел-М који производи Вега. 
Садржи:
- радарски систем
- систем за селекцију података
- испитивач-одговарач и систем за пренос сигнала
- дигитални рачунарски систем
- опрема за идентификацију пријатеља или непријатеља (ИФФ).
- командна радио веза за вођење ловаца
- систем за заштиту комуникација
- радио комуникациона опрема
- телеметријска / кодна опрема
- опрема за регистрацију.

Радарски и системи за навођење имају капацитет да прате 50 до 60 циљева истовремено и да истовремено воде десет до 12 борбених авиона
Авион Беријев А-50 се користи у 5 земаља ово су стални корисници. Привремено су ови авиони стационирани у Сирији и Белорусији.

## Земље које су користиле авион
- СССР
- Русија
- Кина
- Индија
- Иран
- Ирак